# Phacomorphus subsulcatus
Phacomorphus subsulcatus es una especie de escarabajo del género Phacomorphus, familia Leiodidae. Fue descrita por Henri Coiffait en 1950.

## Distribución
Se encuentra en Francia.